# Фофанга 1-я
Фофанга 1-я (Большая Фофанга) — река в России, протекает по Сокольскому району Вологодской области. Устье реки находится в 70 км от устья Пельшмы по правому берегу. Длина реки составляет 12 км.
На реке стоит деревня Нифаново

## Данные водного реестра
По данным государственного водного реестра России относится к Двинско-Печорскому бассейновому округу, водохозяйственный участок реки — Северная Двина от начала реки до впадения реки Вычегда, без рек Юг и Сухона (от истока до Кубенского гидроузла), речной подбассейн реки — Сухона. Речной бассейн реки — Северная Двина.
Код объекта в государственном водном реестре — 03020100312103000006967.

## Топографические карты
- Лист карты O-37-9 Харовск. Масштаб: 1 : 100 000. Состояние местности на 1982 год. Издание 1986 г.
- Лист карты O-37-21 Сокол. Масштаб: 1 : 100 000. Состояние местности на 1982 год. Издание 1987 г.